# Остроумов, Михаил Андреевич
Михаи́л Андре́евич Остроу́мов (30 декабря 1847 (11 января 1848), Тамбовская губерния — не ранее 1920) — русский писатель, канонист, богослов, философ, профессор Харьковского университета.

## Биография
Родился в семье священника 30 декабря 1847 (11 января 1848) года в селе Акаево Темниковского уезда Тамбовской губернии.
Окончил Шацкое духовное училище в 1864 году и Тамбовскую духовную семинарию в 1869 году. Поступил на историко-филологический факультет Санкт-Петербургского университета, затем перешёл в Императорскую Санкт-Петербургскую медико-хирургическую академию. Из-за болезни (тиф) и полного отсутствия средств оставил её. В 1870 году поступил на историческое отделение Московской духовной академии и в июне 1873 года, после 3-го курса, был удостоен степени кандидата богословских наук. Посвятил 4-й курс подготовке к преподавательской деятельность и магистерскому экзамену  и 11 июля 1874 года был выпущен из академии магистрантом.
С 25 августа 1874 года — преподаватель всеобщей церковной истории и логики в Тамбовской духовной семинарии; был также назначен преподавателем всеобщей гражданской истории в Тамбовском епархиальном женском училище; член совета Тамбовского Богородично-казанского миссионерского братства.
С 1875 года — преподаватель психологии, философии, педагогики и дидактики и с 1878 года помощник инспектора Вифанской духовной семинарии, руководитель воскресной школой при ней. Написал учебник по обзору философских учений, который был удостоен Макарьевской премии (1880).
После выхода 29 января 1881 года по семейным обстоятельствам в отставку, поступил на службу в Козловское уездное земство наблюдателем по хозяйственной части за начальными училищами, в 1882 году перемещён на должность инспектора народных училищ Козловского уезда Тамбовской губернии. Здесь Остроумов положил начало той организации начальных училищ, которая, будучи развиваема последующими инспекторами, его родными братьями, Алексеем (впоследствии директором народных училищ в Донской области) и Андреем (впоследствии директором учительской семинарии в Пензе), привела народное образование в Козловском уезде в цветущее состояние.
В ноябре 1883 года был приглашён принять участие в конкурсе для занятия кафедры истории философии в Московской духовной академии, для чего требовалось представить диссертацию и прочитать две пробные лекции.  Диссертацию «Введение в историю философских систем» он защитил 1 марта 1884 года и в том же месяце был избран и утверждён приват-доцентом по кафедре истории философии Московской духовной академии.
В 1887 году защитил диссертацию на степень магистра богословия за которую во второй раз получил Макарьевскую премию (1887) и был приглашён преподавать логику в Катковский лицей, где проработал только один семестр, поскольку вскоре был приглашён в Харьковский университет, на кафедру церковного права. В мае 1887 года был назначен экстраординарным профессором и в сентябре приступил к чтению лекций. С 1888 года также читал курс логики на юридическом факультете. С 25 декабря 1893 года — ординарный профессор. В 1894 году за «Очерк православного церковного права» был удостоен степени доктора церковного права. По выслуге 30 лет с 1905 года был внештатным профессором, затем — заслуженный профессор Харьковского университета. В течение многих лет был секретарём юридического факультета (1891—1905).
Действительный статский советник (1899), член Харьковского историко-филологического общества, участник XII археологического съезда (1902), попечитель о бедных Озернянского участка Харькова, один из инициаторов создания Харьковского отдела Русского собрания, член губернского правления (1903), редактор газет «Харьковские губернские ведомости» (21.03.1903–27.04.1906; автор около 250 статей), «Церковные ведомости» (1907–1917), «Приходский листок» и «Всероссийский церковно-общественный вестник», член Предсоборного присутствия (1906), Учебного комитета и Училищного совета при Синоде, комиссии по выработке нового устава духовных семинарий и училищ (1911), Предсоборного совещания (1912) и его Комиссии по рассмотрению законопроекта о церковном суде, Междуведомственной комиссии для рассмотрения Устава о расторжении браков (1916).
В 1917 году член Поместного собора Православной российской церкви по избранию как мирянин от Харьковской епархии, участвовал в 1-й сессии, член II, XVI, XX отделов.
В 1920 году — профессор по кафедре церковного права в Таврическом университете.
Был женат и имел пятерых детей.

## Сочинения
- О полемических собеседованиях с отступившими от Православной Церкви // Тамбовские ЕВ. 1876.
- Обзор философских учений : Для духов. семинарий / Сост. преп. Вифан. духов. семинарии Михаилом Остроумовым. — 2-е изд. 1-2-я половина. — Москва : тип. Э. Лисснер и Ю. Роман, 1879—1880. — 2 т.;
- О преподавании философии права в духовных академиях // Православное обозрение; Значение Сократа в истории греческой философии // Вера и разум. 1884. № 9;
- История философии в отношении к Откровению : Взгляд на условия ист. развития философии / [Соч.] М. Остроумова. — Харьков : тип. Окр. штаба, 1886. — [4], 286, II с.;
- Граф Лев Николаевич Толстой : [Критич. разбор «Исповеди» Л. Н. Толстого] / [Соч.] М. Остроумова. — Харьков : тип. Окр. штаба, 1887. — [2], 296 с.;
- Принципы государственного и церковного права; Фалес Милетский // Вера и разум. 1887. Ч. 2. С. 415, 529;
- О физиологическом методе в психологии. Харьков, 1888;
- Очерк православного церковного права : Ч. 1. — Харьков : тип. Губ. правл., 1893. — 24.
- Август Герман Франке : (Публ. лекция) / Проф. М. А. Остроумов. — Харьков : тип. Губ. правл., 1897. — (2), 21 с.
- Краткие ответы на вопросы министерской программы по церковному праву : Введение / М. А. Остроумов, орд. проф. Харьк. ун-та. — Харьков : паровая типо-лит. И. М. Варшавчика, 1899. — [2], 136 с.
- О направлении благотворительности на окраинах больших городов : (Речь в общем собрании Озерян. участкового попечительства о бедных г. Харькова) / [Проф. М. Остроумов]. — Харьков : тип. Губ. правл., 1899. — [2], 25 с.;
- Фалес Милетский : Первый греческий философ / Проф. М. А. Остроумов. — Харьков : тип. Губ. правл., 1902. — [2], 43 с.;
- О христиански-гуманитарной общеобразовательной духовной школе / [Проф. Михаил Остроумов]. — [Санкт-Петербург, 1907]. — 32 с. ;
- Вниманию православного общества (ответ А. А. Папкову) // Церковные ведомости. 1907. № 2;
- О реформе духовной школы / Проф. М. А. Остроумов и проф. Н. Н. Глубоковский. — Санкт-Петербург : Синод. тип., 1908. — [4], 50 с.;
- Современное положение народного образования в отношении к религии : [Речь в Торжественном собрании у обер-прокурора Святейшего синода 10-го февр. по случаю годовщины церк.-школьного музея] / Проф. М. А. Остроумов. — Санкт-Петербург : Синод. тип., 1908. — 32 с.;
- Автобиография // Юридический факультет Харьковского университета за первые сто лет его существования. — Харьков, 1908. — С. 266–270.

## Награды
- орден Св. Станислава 3-й ст.
- орден Св. Владимира 4-й ст.
- орден Св. Анны 3-й ст. (1893)
- орден Св. Станислава 2-й ст. (1896)
- орден Св. Анны 2-й ст.
- орден Св. Владимира 3-й ст. (1905)
- орден Св. Станислава 1-й ст. (1909)
- орден Св. Анны 1-й ст. (1913)